# Othresypna biocularis
Othresypna biocularis är en fjärilsart som beskrevs av Moore 1867. Othresypna biocularis ingår i släktet Othresypna och familjen nattflyn. Inga underarter finns listade i Catalogue of Life.